# 1-己烯
1-己烯是一种有机化合物，属于α-烯烃。它可由在金属试剂作为催化剂的条件下，乙烯进行三聚反应制得。

## 反应及应用
1-己烯在催化下进行氢甲酰化反应，可以得到直链或支链的己醛。
1-己烯可以用作共聚反应的单体。